# 仙杜拉
仙杜拉（英語：Sandra Lang，1943年—），本名梁玉姬，香港女歌手，於六十年代出道，後來在七十年代正式成名，亦是填詞人黃湛森（黃霑）的契妹。

## 生平履歷

### 早年生活
仙杜拉本名梁玉姬（英語： Sandra Lang Yuk Kei），出生于香港日佔時期，母親是歐亞混血兒（外公為英國人，外婆為歐亞混血），父親則是當時中國樂師梁午初。其父親有一妻二妾（1971年前港英政府承認華人根據大清律例締結的傳統婚姻，因此男子可以三書六禮迎娶一妻，而以妾契納妾則沒有數量限制），母親為二房，同房中她有四名兄姊，自己排行最小（大房育有一名子女，三房育有六名子女）。自小家境清貧，甚少與父親相處，惟因排名最小而最受母親寵愛。母親在仙杜拉十歲時因乳癌病逝，當時在夜總會唱歌的胞姊桃麗絲把她從繼母處接過來照顧。受姊姊桃丽絲薰陶下，仙杜拉喜歡上音樂，15歲時便開始走埠登台。

### 演藝發展
六十年代期间，仙杜拉与阿美娜（英語：Amina）組成「筷子姊妹花」（英語：The Chopsticks），正式展開歌唱事業，以演唱英文流行曲而走紅。二人因意見不合拆夥後，仙杜拉決定獨立發展。1970年代，她憑着主唱家計會所創作的廣告歌《兩個夠曬數》兼为电视劇《啼笑因緣》同名主題曲《啼笑因緣》替剧中女主角李司棋担任幕後代唱而一举成名，帶領她的事業攀上巔峰，自此成為了填詞人黃霑的契妹（皆因霑叔在當時傳授她的唱歌技巧及咬字方式，因此永遠視他與顧嘉煇為恩師，對於他的離世感到非常惋惜），隨後更被普羅大眾视为粵語流行音樂的分水嶺，传颂數十年至今，並先後推出音樂專輯《啼笑因緣 / 好彩又到Sunday》（娛樂唱片）及《风云/美麗的音符》（麗風唱片）。及後她不時於全球各地表演獻唱，又改編過粵曲《鳳閣恩仇未了情》，揉合多种音樂元素；迎合嶄新潮流。
1991年香港新城電台啟播，仙杜拉獲邀到新城金曲台任主持一職。1994年後移居加拿大溫哥華，偶爾回港參加音樂表演，也在全球參加慈善表演。1998及2000年，她參加兩度合辦的「煇黄演唱會」，2005年參加《金曲情牽半世紀演唱會》，2010年參加娱乐唱片主辦的《金曲娱乐真经典演唱會》。2003年，她患上乳癌，要切除左邊乳房以維持生命，然而沒有放棄歌唱事業，積極樂觀抗癌。2012年、2015年及2016年，她先後从加拿大返港參與顾嘉煇 (《啼笑因緣》及《风云》作曲者) 的演唱会，《顧嘉煇榮休盛典演唱會》表演期間曾向顧嘉煇衷心鞠躬，並表示「感謝他給予自己的機會」。

## 演出作品

### 電視劇（无綫电视）
- 1984年：《楚留香之蝙蝠傳奇》飾 石觀音
- 1985-86年：《香港八五／八六》飾 覺悟因 （李我飾）之妻子
- 1985年：《種計》飾
- 1986年：《神劍魔刀》飾 凌姑
- 1987年：《獵鯊行動》飾 馬若池母
- 1987年：《季節》飾演 周珮青母
- 1987年：《生命之旅》飾演 謝迪行

### 電視劇（香港電台）
- 1984年：《溫馨集：繞樑夢》飾 霞姐

### 电视節目（加拿大中文电台）
- 《喜氣羊羊迎新歲》( 主唱《风云》及《啼笑姻緣》)

### 演唱会
- 1998年：《顾嘉煇·黃霑·真友情演唱会》
- 1999年至2000年：《龍發製藥香港煇黃2000演唱會》
- 2005年：《金曲情牽半世紀演唱会》
- 2010年8月5日至8月8日：《金曲娱乐真经典演唱会》
- 2012年11月30日至12月5日：《顾嘉煇大师经典演唱会》
- 2013年：《仙杜拉之歌2013》（假加拿大温哥華舉行）
- 2015年5月8日至5月19日：《顧嘉煇榮休盛典演唱會》
- 2016年2月26日至2月27日：《顾嘉煇金紫荊慈善演唱会》
- 2017年：《Mike前Mike后仙杜拉慈善演唱會》

## 音樂作品

### 歌曲
- 《啼笑因緣 / 好彩又到Sunday》

1974年粵語歌曲12吋唱片專集
娱樂唱片出品 CST1218
- 《Sandra 仙杜拉之歌第一集》

1975年粵語歌曲12吋唱片專集
The Production House/風行唱片有限公司聯合出品 PHLP 901
監製：鍾錦沛 音樂：顧嘉煇
- 《妙妙女郎》

1975年國語歌曲12吋唱片專集
好市唱片公司出品 PHLPS905
- 《水月鏡花》

1978年粵語歌曲12吋唱片專集
M.K.唱片公司出品 MKLP808
- 《風雲》

1980年粵語歌曲12吋唱片專集
聯美唱片公司出品 ULP8001
- 《亂世兒女》

1980年粵語歌曲12吋唱片專集
友聯唱片公司出品 ULP8002

### 名曲
- 《啼笑因緣》( 1974年电视劇《啼笑因緣》主題曲；作曲：顧嘉煇，作詞：葉紹德 )
- 《送郎》（1974年电视剧《啼笑因缘》插曲；作曲：顾嘉煇，作词：王森（王天林）
- 《兩個夠曬數》（曲、詞 : 黃霑）
- 《風雲》( 1980年电视劇《風雲》主題曲；作曲：顧嘉煇，作詞：黃霑 )
- 《乱世儿女》(1980年电视剧《乱世儿女》主题曲；作曲：顾嘉煇，作词：郑国江)